# ᵷ

ᵷ vagy fordított g egy olyan latin betű, mely a g 180 °-os elforgatásával jön létre. Ezt a jelet a grúz ábécé ჹ betűjének átírására használják. Maga a ჹ a grúz გ "g" megfordítása. Néhány északkelet-kaukázusi nyelvben ez a ɢ jele.

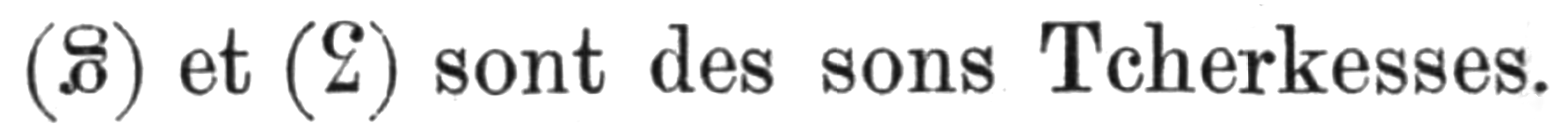
A ᵷ mint a nemzetközi fonetikai ábécé egyik ajánlott jele.

1900-ban az Exposé des principes alapján ajánlották, hogy a ᵷ legyen a nemzetközi fonetikai ábécé része.

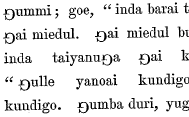
Egy XIX. századi ausztráliai szöveg, melyben fordított G-t használtak a ŋ jelölésére.

Néhány helyen elfordított nagy G-t használnak a hasonló kinézetű ŋ helyett. Ennek Unicode kódja U+2141.
Szintén hasonlít a Pe sémi betűre. (פ) 
A ᵷ-t az Unicode 4.1-ben vették fel 2005-ben, ahol az U+1D77 kódot kapta meg. Többek között a következő betűtípusokban van meg ez a karakter: Code2000, Doulos SIL és Charis SIL. Helyettesítésére használható az egyszintes, kis "ɓ", mely mivel része a nemzetközi fonetikai ábécének, sokkal könnyebben hozzáférhető. Ennek a kódja U+0253, de a vertikális elrendezés nem egyezik meg.

## Fordítás
Ez a szócikk részben vagy egészben  a   Turned g című angol Wikipédia-szócikk ezen változatának fordításán alapul.  Az eredeti cikk szerkesztőit annak laptörténete sorolja fel. Ez a jelzés csupán a megfogalmazás eredetét és a szerzői jogokat jelzi, nem szolgál a cikkben szereplő információk forrásmegjelöléseként.